# Algood
Algood es una ciudad ubicada en el condado de Putnam en el estado estadounidense de Tennessee. En el Censo de 2010 tenía una población de 3495 habitantes y una densidad poblacional de 334,68 personas por km².

## Geografía
Algood se encuentra ubicada en las coordenadas 36°12′0″N 85°26′48″O / 36.20000, -85.44667. Según la Oficina del Censo de los Estados Unidos, Algood tiene una superficie total de 10.44 km², de la cual 10.44 km² corresponden a tierra firme y (0%) 0 km² es agua.

## Demografía
Según el censo de 2010, había 3495 personas residiendo en Algood. La densidad de población era de 334,68 hab./km². De los 3495 habitantes, Algood estaba compuesto por el 0.09% blancos, el 3.35% eran afroamericanos, el 0.17% eran amerindios, el 0.83% eran asiáticos, el 0% eran isleños del Pacífico, el 0.4% eran de otras razas y el 2.49% pertenecían a dos o más razas. Del total de la población el 2.49% eran hispanos o latinos de cualquier raza.